# 莱恩费尔登-埃希特丁根
莱恩费尔登-埃希特丁根（德語：Leinfelden-Echterdingen，發音：[ˈlaɪnfɛldn̩ ˈɛçtɐdɪŋən]）是德国巴登-符腾堡州斯图加特行政区埃斯林根县的城市，面积29.89平方千米，2023年12月31日人口为40,526人。

## 友好城市
莱恩费尔登-埃希特丁根与以下城市结为友好城市：
- 法國 马诺斯克（1973年）
- 乌克兰 波尔塔瓦（1988年）
- 美国 约克（1989年）
- 義大利 沃盖拉（2000年）